# リバティ・ベル・クラシック
リバティ・ベル・クラシック（英語: Liberty Bell Classic）は、1980年7月16日から17日にかけてアメリカ合衆国ペンシルベニア州フィラデルフィアのフランクリン・フィールドで行われた、全米陸上競技連盟主催の陸上競技の国際競技会である。モスクワオリンピックのボイコットの一環として行われた。大会名称は、フィラデルフィアにある「リバティ・ベル」（自由の鐘）に因む。
アメリカ合衆国議会は、オリンピックをボイコットした国の選手のための、オリンピック競技の代替となる大会をアメリカで開催するために1000万ドルを拠出することを決議した。陸上競技のリバティベル・クラシックのほか、アメリカ体操連盟はコネチカット州ハートフォードでUSGF国際招待大会を開催した。
国際陸上競技連盟がオリンピック期間中の陸上競技の国際競技会の開催を禁止したため、オリンピック開会式の3日前（陸上競技が始まる10日前）に行われた。その前日に、オスロでビスレットゲームズが開催されていたことから、こちらに出場した多くの選手（オリンピックの予選を1位で通過した34人のうちの17人を含む）が出場を辞退した。男子110メートルハードル、男子400メートルハードルの成績は、モスクワオリンピックの成績を上回るものだった。

## 参加国
以下の29か国の選手が参加した。そのうち、(*)をつけた国の選手は、モスクワオリンピックにも個人資格で（国旗ではなくオリンピック旗を掲げて）参加した。
| - アンティグア・バーブーダ - バハマ - バルバドス - バミューダ諸島 - カナダ - 中央アフリカ共和国 - チリ - 中国 | - エジプト - ガンビア - アイルランド* - イスラエル - イタリア* - コートジボワール - 日本 | - ケニア - ルクセンブルク* - ニュージーランド - フィリピン - 韓国 - スーダン - スワジランド | - タイ王国 - トーゴ - トルコ - アメリカ合衆国 - アメリカ領ヴァージン諸島 - 西ドイツ - ザイール |

## 成績

### 男子
| Event                | 金 | 金       | 銀 | 銀       | 銅                                                                                      | 銅       |
| -------------------- | --- | -------- | --- | -------- | --------------------------------------------------------------------------------------- | -------- |
| 100メートル走        | メル・ラッタニー · アメリカ合衆国 (USA)                                                                      | 10.31    | ハーベイ・グランス · アメリカ合衆国 (USA)                                                                    | 10.31    | ウィリー・ゴールト · アメリカ合衆国 (USA)                                               | 10.33    |
| 200メートル走        | ジェームズ・バトラー · アメリカ合衆国 (USA)                                                                  | 20.65    | フレッド・テイラー · アメリカ合衆国 (USA)                                                                    | 20.66    | デサイー・ウィリアムズ · カナダ (CAN)                                                   | 20.92    |
| 400メートル走        | ビリー・コンチェラー · ケニア (KEN)                                                                          | 45.59    | ハッサン・エル・カシエフ · スーダン (SUD)                                                                    | 45.60    | ビル・グリーン · アメリカ合衆国 (USA)                                                   | 45.79    |
| 800メートル走        | ドン・ペイジ · アメリカ合衆国 (USA)                                                                          | 1:47.19  | オメル・ハリファ · スーダン (SUD)                                                                            | 1:47.27  | ランディ・ウィルソン · アメリカ合衆国 (USA)                                             | 1:48.03  |
| 1500メートル走       | スティーブ・スコット · アメリカ合衆国 (USA)                                                                  | 3:40.19  | オメル・ハリファ · スーダン (SUD)                                                                            | 3:40.34  | マイク・ダーキン · アメリカ合衆国 (USA)                                                 | 3:41.40  |
| 5000メートル走       | キップ・ロノ · ケニア (KEN)                                                                                  | 13:37.52 | Hillary Tuwei · ケニア (KEN)                                                                                 | 13:39.72 | グレッグ・デュハイム · カナダ (CAN)                                                     | 13:45.77 |
| 110メートルハードル  | レナルド・ニアマイア · アメリカ合衆国 (USA)                                                                  | 13.31    | トニー・キャンベル · アメリカ合衆国 (USA)                                                                    | 13.68    | ハンス＝ゲルト・クライン · 西ドイツ (FRG)                                               | 13.94    |
| 400メートルハードル  | ジェームズ・ウォーカー · アメリカ合衆国 (USA)                                                                | 48.6     | デイビッド・リー · アメリカ合衆国 (USA)                                                                      | 49.1     | バート・ウィリアムズ · アメリカ合衆国 (USA)                                             | 50.0     |
| 400メートルリレー走  | アメリカ合衆国 (USA) · メル・ラッタニー · ハーベイ・グランス · ジェームズ・バトラー · カール・ルイス         | 38.61    | カナダ (CAN) · トニー・シャープ · デサイー・ウィリアムズ · マービン・ナッシュ · ベン・ジョンソン             | 39.54    | タイ (THA)                                                                              | 41.29    |
| 1600メートルリレー走 | アメリカ合衆国 (USA) · ウォルター・マッコイ · フレッド・テイラー · デイビッド・リー · ハーマン・フレイジャー | 3:03.20  | ケニア (KEN) · ジェームズ・アトゥティ · ビリー・コンチェラー · ジェームズ・マイナ・ボイ · ダニエル・キマイオ | 3:05.72  | スーダン (SUD)                                                                          | 3:09.06  |
| 走高跳               | ベン・フィールズ · アメリカ合衆国 (USA)                                                                      | 2.26 m   | ナット・ペイジ · アメリカ合衆国 (USA)                                                                        | 2.26 m   | ディートマー・メーゲンブルク · 西ドイツ (FRG) · カーロ・トレーンハルト · 西ドイツ (FRG) | 2.22 m   |
| 棒高跳               | トム・ヒントナウス · アメリカ合衆国 (USA)                                                                    | 5.50 m   | スティーブ・ロウリー · アメリカ合衆国 (USA)                                                                  | 5.33 m   | Zhang Cheng · 中華人民共和国 (CHN)                                                      | 5.18 m   |
| 走幅跳               | ラリー・マイリックス · アメリカ合衆国 (USA)                                                                  | 8.20 m   | ラリー・ダブリー · アメリカ合衆国 (USA)                                                                      | 7.95 m   | カール・ルイス · アメリカ合衆国 (USA)                                                   | 7.77 m   |
| 三段跳               | 鄒振先 · 中華人民共和国 (CHN)                                                                                | 16.90 m  | グレッグ・コールドウェル · アメリカ合衆国 (USA)                                                              | 16.75 m  | スティーブ・ハンナ · バハマ (BAH)                                                       | 16.42 m  |
| 砲丸投               | ナグイ・アサド · エジプト (EGY)                                                                              | 19.69 m  | イアン・パイカ · アメリカ合衆国 (USA)                                                                        | 19.58 m  | ゲルト・ウェイル · チリ (CHI)                                                           | 16.17 m  |
| 円盤投               | ベン・プラックネット · アメリカ合衆国 (USA)                                                                  | 61.46 m  | アル・オーター · アメリカ合衆国 (USA)                                                                        | 60.76 m  | アルヴィン・ワグナー · 西ドイツ (FRG)                                                   | 59.48 m  |
| ハンマー投           | スコット・ネルソン · カナダ (CAN)                                                                            | 72.62 m  | ボリス・ジェラッシ · アメリカ合衆国 (USA)                                                                    | 71.34 m  | アンディ・ベセット · アメリカ合衆国 (USA)                                               | 69.08 m  |
| やり投               | 申毛毛 · 中華人民共和国 (CHN)                                                                                | 89.12 m  | トム・ペトラノフ · アメリカ合衆国 (USA)                                                                      | 84.56 m  | ゲオルゲ・メゲレア · カナダ (CAN)                                                       | 79.24 m  |
| 十種競技             | ドビー・コフマン · アメリカ合衆国 (USA)                                                                      | 8058     | リー・パレス · アメリカ合衆国 (USA)                                                                          | 8009     | 翁康強 · 中華人民共和国 (CHN)                                                           | 7015     |

### 女子
| Event                | 金 | 金      | 銀                                                  | 銀      | 銅                                          | 銅      |
| -------------------- | --- | ------- | --------------------------------------------------- | ------- | ------------------------------------------- | ------- |
| 100メートル走        | チャンドラ・チーズボロー · アメリカ合衆国 (USA)                                                                      | 11.27   | ジャネット・ボールデン · アメリカ合衆国 (USA)       | 11.41   | カレン・ホーキンス · アメリカ合衆国 (USA)   | 11.43   |
| 200メートル走        | アンジェラ・テイラー · カナダ (CAN)                                                                                  | 22.77   | チャンドラ・チーズボロー · アメリカ合衆国 (USA)     | 22.84   | カレン・ホーキンス · アメリカ合衆国 (USA)   | 23.41   |
| 400メートル走        | グウェン・ガードナー · アメリカ合衆国 (USA)                                                                          | 52.04   | チャーメイン・クルックス · カナダ (CAN)             | 52.33   | ロベルタ・ベル · アメリカ合衆国 (USA)       | 52.34   |
| 800メートル走        | イボンヌ・モンデシレ · カナダ (CAN)                                                                                  | 2:02.34 | ロビン・キャンベル · アメリカ合衆国 (USA)           | 2:02.53 | アン・マッキー＝モレリ · カナダ (CAN)       | 2:02.63 |
| 1500メートル走       | メアリー・デッカー · アメリカ合衆国 (USA)                                                                            | 4:00.87 | ジュリー・ブラウン · アメリカ合衆国 (USA)           | 4:10.37 | フランシー・ラリュー · アメリカ合衆国 (USA) | 4:10.39 |
| 100メートルハードル  | ステファニー・ハイタワー · アメリカ合衆国 (USA)                                                                      | 13.08   | ベニータ・フィッツジェラルド · アメリカ合衆国 (USA) | 13.17   | エステル・ロス · イスラエル (ISR)           | 13.20   |
| 400メートルリレー走  | アメリカ合衆国 (USA) · チャンドラ・チーズボロー · カレン・ホーキンス · キャシー・マクミラン · ジャネット・ボールデン | 44.57   | 西ドイツ (FRG)                                      | 45.26   | タイ (THA)                                  | 46.90   |
| 1600メートルリレー走 | アメリカ合衆国 (USA) · キム・トーマス · デリサ・ワトソン · ロビン・キャンベル · ロベルタ・ベル                       | 3:32.69 | カナダ (CAN)                                        | 3:33.50 |                                             |         |
| 走高跳               | 鄭達真 · 中華人民共和国 (CHN)                                                                                        | 1.92 m  | ブリジット・レイド · カナダ (CAN)                   | 1.84 m  | ポーラ・ガーヴェン · アメリカ合衆国 (USA)   | 1.80 m  |
| 走幅跳               | キャシー・マクミラン · アメリカ合衆国 (USA)                                                                          | 6.65 m  | キャロル・ルイス · アメリカ合衆国 (USA)             | 6.60 m  | ショネル・ファーガソン · バハマ (BAH)       | 6.48 m  |
| 砲丸投               | 沈麗娟 · 中華人民共和国 (CHN)                                                                                        | 17.09 m | アン・ターバイン · アメリカ合衆国 (USA)             | 16.24 m | Lu Cheng · 中華人民共和国 (CHN)             | 15.98 m |
| 円盤投               | Xie Jianhua · 中華人民共和国 (CHN)                                                                                   | 56.56 m | ルセット・モロー · カナダ (CAN)                     | 55.20 m | ローナ・グリフィン · アメリカ合衆国 (USA)   | 53.52 m |
| やり投               | ローリー・カーン · カナダ (CAN)                                                                                      | 57.42 m | Tang Guoli · 中華人民共和国 (CHN)                   | 55.30 m | 李宝蓮 · 中華人民共和国 (CHN)               | 54.94 m |
| 五種競技             | ダイアン・ジョーンズ＝コニハウスキー · カナダ (CAN)                                                                  | 4640    | マレーネ・ハーモン · アメリカ合衆国 (USA)           | 4346    | リンダ・ワルトマン · アメリカ合衆国 (USA)   | 4314    |

### 情報源
- Olympic Boycott Games
- The Olympic Games and Modern history